# Kingston Park (Metrô de Newcastle)

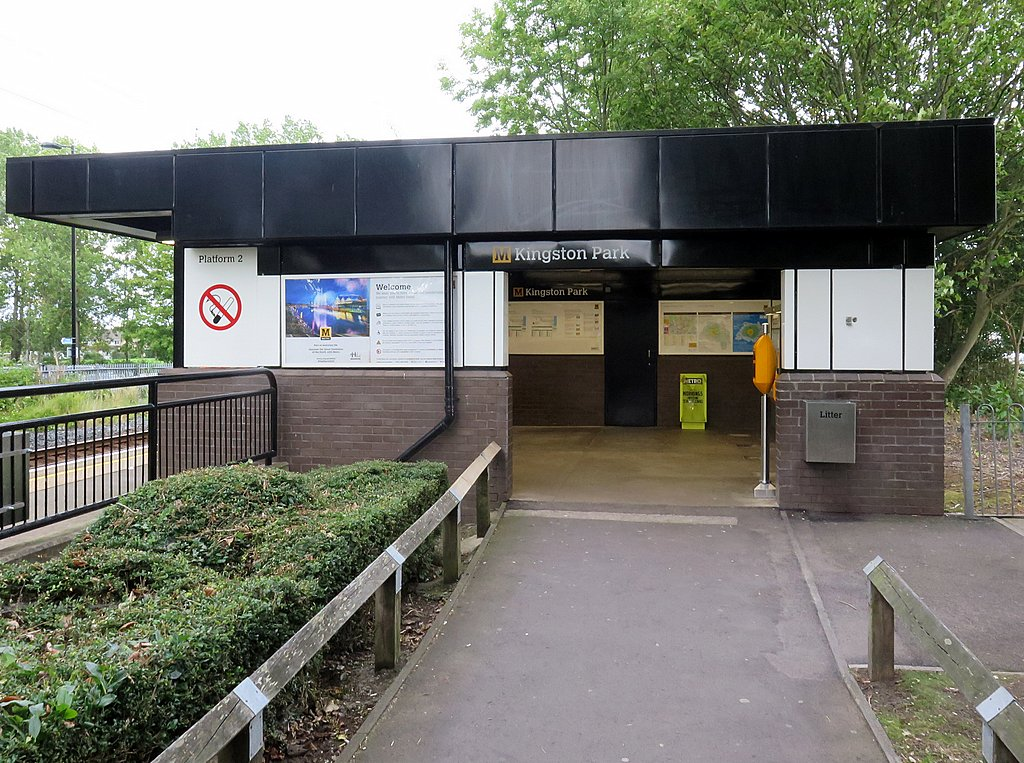
Entrada para stação Kingston Park (Metrô de Newcastle)

Kingston Park é uma estação da linha verde do Metro de Newcastle, em Inglaterra. 
A estação está localizada em ambos os lados de Bell's Crossing na Brunton Lane, com entradas separadas para cada plataforma. Nas proximidades, há um estacionamento público operado pela Prefeitura de Newcastle, com 95 vagas não classificadas e 4 vagas designadas para pessoas com deficiência. O acesso às áreas de bilheteria é facilitado por uma rampa na Plataforma 1, localizada no lado oeste da Brunton Lane, e por uma via suavemente inclinada na Plataforma 2, ao lado do estacionamento do supermercado adjacente. Para se locomover entre as plataformas, apenas uma passagem de nível está disponível, sem portões, mas com luzes e sirenes de alerta. É importante que os usuários de cadeira de rodas tomem cuidado para evitar que as rodas fiquem presas nos trilhos durante a travessia.
| Oeste ou norte                      |  |                                  |  | Leste ou Sul                     |
| ----------------------------------- |  | -------------------------------- |  | -------------------------------- |
| Estação Bank Foot sentido Aeroporto |  | Linha verde (Metro de Newcastle) |  | Fawdon (en) sentido South Hylton |
| editar no Wikidata                  |  |                                  |  |                                  |